# Le Mec de la tombe d'à côté
Pour l'adaptation, voir Le Mec de la tombe d'à côté (téléfilm).
Le Mec de la tombe d'à côté (titre original en suédois : Grabben i graven bredvid) est un roman suédois de Katarina Mazetti publié en 1999 en Suède et paru en français le 9 juin 2006 aux éditions Gaïa. En 2011 paraît en français Le Caveau de famille qui est la suite de ce roman.

## Historique du roman
Katarina Mazetti était une écrivaine pour la jeunesse, lorsqu'elle décide en 1999 de publier son premier roman traditionnel qui est basé en partie sur son expérience personnelle d'épouse d'agriculteur.
En Suède, le roman s'est vendu à 450 000 exemplaires ce qui représente un énorme succès compte tenu de la population du pays. Il a été traduit ensuite dans 22 langues et adapté au cinéma. En France, ce roman publié en 2006 remporte un très bon succès avec 30 000 exemplaires vendus de sa première édition chez Gaïa et surtout 300 000 exemplaires vendus entre avril 2009 et décembre 2010 lors de sa parution en poche dans la collection Babel.

## Résumé
Désirée vient de perdre son mari dans un accident de la route. Jeune bibliothécaire municipale de 35 ans, elle va quotidiennement sur la tombe de celui-ci durant sa pause déjeuner. Elle y fait la rencontre régulière de Benny, un drôle de gars en apparence un peu rustre, qui vient sur la tombe mitoyenne, sa mère étant récemment décédée. L'un et l'autre après une gêne initiale, touchant presque à l'encombrement physique dans leur recueillement avec leurs morts, sont touchés par un sourire lumineux qu'ils échangent un jour à la réflexion d'un enfant à proximité. Un changement s'opère dans leur esprit et l'alchimie de l'amour se met en marche. Benny, un agriculteur harassé sous le poids de sa ferme qu'il doit maintenant gérer seul, décide de suivre cette jeune femme. Il la surprend sur son lieu de travail et l'invite à prendre un café. Ils sont irrésistiblement attirés physiquement l'un par l'autre et engagent une relation amoureuse intense que ni l'un ni l'autre n'avaient connue auparavant.
Au-delà de l'entente physique qu'ils ne peuvent s'expliquer, ils sont très rapidement confrontés au fossé culturel et social qui les sépare ; elle bourgeoise-bohème citadine se nourrissant de livres et de spectacles et vivant dans une maison aseptisée, lui agriculteur laborieux, peu cultivé, croulant sous la contrainte des deux traites quotidiennes de ses vaches et des travaux des champs de l'exploitation sans charme de ses parents située à 40 km de la ville. Petit à petit, chacun se met à espérer que l'autre s'ouvrira son propre univers sans pourtant aucune réussite en ce domaine : elle ne sait pas faire la cuisine et refuse implicitement de participer à la moindre activité lorsqu'elle vient chez lui malgré ses sollicitations ; il s'endort aux spectacles, n'a pas lu un livre de sa vie, et s'enthousiasme devant Police Academy... Leur relation charnelle et l'humour qu'ils savent développer autour de leurs différences animent cependant le couple. Après quelques mois d'une relation en apparence légère, il leur apparaît évident qu'ils attendent tous les deux plus de ce lien qui les unit quelques heures par semaine. Benny s'ouvre un soir franchement à Désirée, lui demandant de réduire son travail et de vendre son appartement pour vivre avec lui à la ferme et avoir un enfant. Désirée, sous le choc des conditions imposées et l'absence de proposition alternative la concernant, s'en va brusquement. Chacun dans son coin vit douloureusement la situation et l'évidence que leurs deux univers ne peuvent se rencontrer ; ils décident de se séparer.
Après quelques mois, Désirée a repris le cours de sa vie, fait des rencontres dont aucune n'a été satisfaisante. Benny lui s'est fiancé avec une infirmière qui spontanément s'est intégrée parfaitement dans sa vie d'agriculteur et qu'il apprécie sans ressentir toutefois de passion. Frappée par un rêve et une évidence qui se sont imposés à elle, Désirée appelle un soir Benny et lui demande de la rejoindre immédiatement pour lui parler. Il délaisse tout pour venir la voir et se voit proposer un marché : en pleine période d'ovulation, elle lui demande une dernière nuit pour avoir un enfant de lui, sans contraintes ultérieures. Il a une heure pour accepter ou partir à tout jamais. Lui aussi pose ses conditions...

## Adaptations

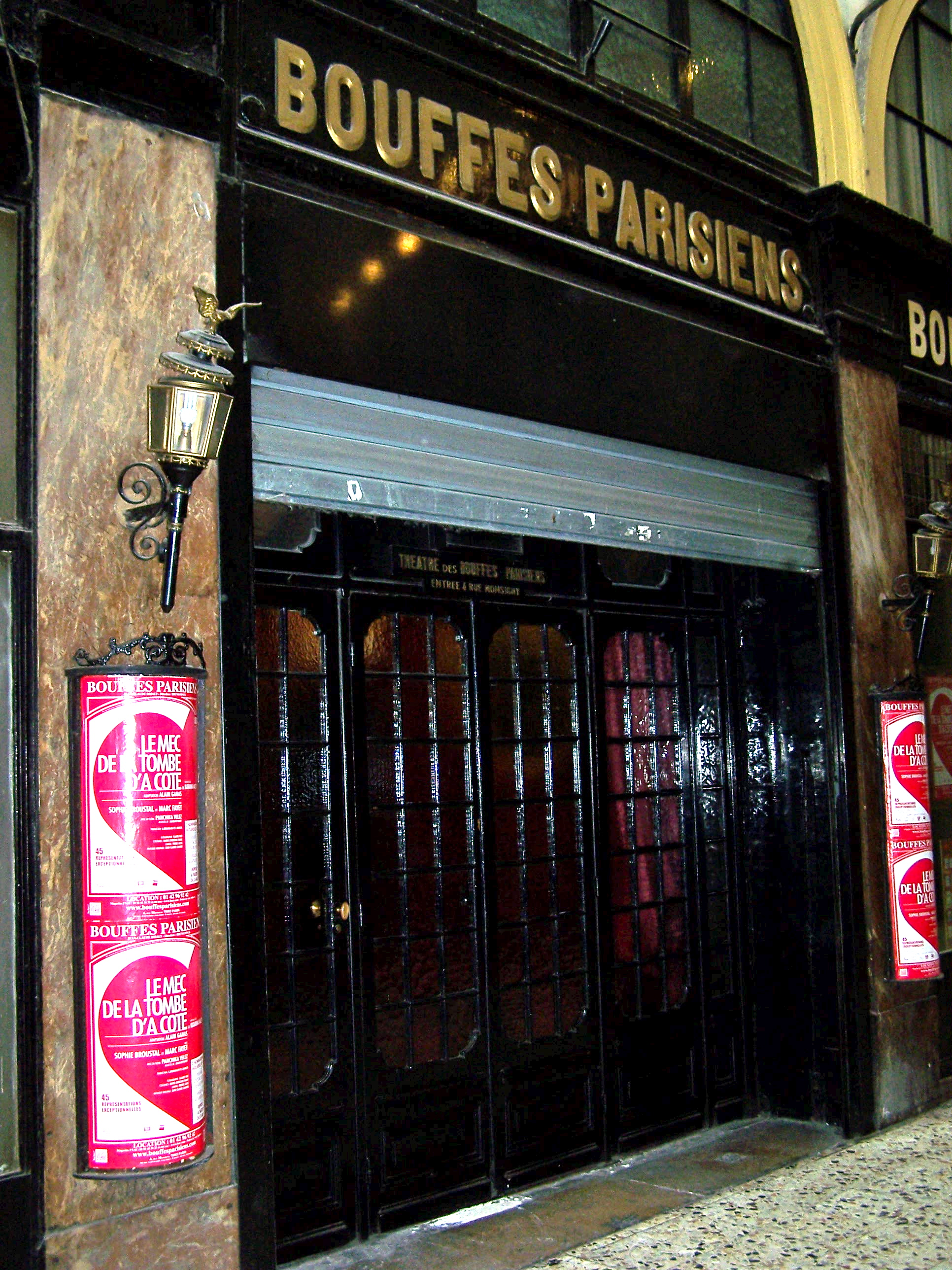
La pièce à l'affiche du théâtre des Bouffes-Parisiens en 2011.

### Au cinéma
Ce roman a été adapté au cinéma en 2002 par le réalisateur suédois Kjell Sundvall avec Elisabet Carlsson et Michael Nyqvist dans les deux rôles principaux. Le film fut un grand succès public, après son succès littéraire, avec plus d'un million de spectateurs en Suède.
Après le succès en France de l'adaptation théâtrale, le producteur et réalisateur Patrick Braoudé en acquiert les droits pour réaliser une adaptation cinématographique en français du roman.

### Au théâtre
En 2009, il est adapté en France au théâtre par Alain Ganas dans une mise en scène de Panchika Velez avec Anne Loiret et Vincent Winterhalter dans les rôles principaux joués au théâtre du Petit-Saint-Martin, reprise en 2010 avec Sophie Broustal et Marc Fayet dans les deux rôles principaux au Théâtre de la Renaissance puis en tournée en France, et en 2011 dans la même distribution au théâtre des Bouffes-Parisiens. Une reprise est donnée le 8 juillet 2016 au Théâtre des Feux de la rampe, avec Stéphane Fiévet et Florence Hebbelynck.
En 2018, une seconde adaptation est faite par Laure Jeggy pour une mise en scène de Séverine Anglada avec Gaëlle Le Roy et Léon Vitale dans les deux rôles principaux.

### À la télévision
En 2015, le roman est adapté par David Foenkinos pour le téléfilm homonyme réalisé par Agnès Obadia avec Marine Delterme et Pascal Elbé dans les deux rôles principaux. Il est diffusé le 28 novembre 2016 sur TF1.

## Éditions en français
Éditions imprimées
- Gaïa, 2006  (ISBN 978-2847200799).
- Actes Sud, collection Babel, 2009  (ISBN 978-2742771905).

Livre audio
- Le Mec de la tombe d'à côté, Audiolib, 2011 (ISBN 978-2-35641-273-7, BNF 42363849)Texte intégral ; narrateurs : Michelangelo Marchese et Marielle Ostrowski ; support : 1 disque compact audio MP3 ; durée : 5 h 10 min environ